# La Campana, Tlahualilo
La Campana är en ort i Mexiko.   Den ligger i kommunen Tlahualilo och delstaten Durango, i den centrala delen av landet, 900 km nordväst om huvudstaden Mexico City. La Campana ligger 1 096 meter över havet och antalet invånare är 464.
Terrängen runt La Campana är platt åt sydost, men åt nordväst är den kuperad. Runt La Campana är det mycket glesbefolkat, med 7 invånare per kvadratkilometer. Närmaste större samhälle är Tlahualilo de Zaragoza, 5,3 km sydost om La Campana. Omgivningarna runt La Campana är i huvudsak ett öppet busklandskap.